# 전주중앙중학교
전주중앙중학교(全州中央中學校)는 대한민국 전북특별자치도 전주시 덕진구 진북동에 있는 공립 중학교이다.

## 학교 연혁
- 1944년 4월 24일 : 전주 공립여자상업 실천 학교 설립
- 1946년 11월 8일 : 전주여자상업초급중학교로 승격(3년)
- 1951년 9월 1일 : 전주중앙중학교로 교명 개칭(남·여 공학)
- 1954년 1월 12일 : 전주중앙여자중학교로 교명 개칭
- 1956년 8월 3일 : 전주시 진북동 신축교사로 이전
- 1989년 10월 10일 : 본관 개축
- 1997년 3월 1일 : 전주중앙중학교로 교명 개칭(남·여 공학)
- 2008년 7월 7일 : 후관 증축
- 2022년 3월 1일 : 제32대 정옥희 교장 취임
- 2024년 1월 5일 : 제78회 140명 졸업

## 참고 자료
- 전주중앙중학교 - 한국교육학술정보원 학교알리미